# Оберт (Небраска)
Оберт (англ. Obert) — селище (англ. village) в США, в окрузі Седар штату Небраска. Населення — 22 особи (2020).

## Географія
Оберт розташований за координатами 42°41′22″ пн. ш. 97°1′38″ зх. д. / 42.68944° пн. ш. 97.02722° зх. д. (42.689511, -97.027222).  За даними Бюро перепису населення США в 2010 році селище мало площу 0,19 км², уся площа — суходіл.

## Демографія
Згідно з переписом 2010 року, у селищі мешкали 23 особи в 12 домогосподарствах у складі 10 родин. Густота населення становила 122 особи/км².  Було 16 помешкань (85/км²).
Расовий склад населення:
| - 100,0 % — білих |

До двох чи більше рас належало 0,0 %. Частка іспаномовних становила 0,0 % від усіх жителів.
За віковим діапазоном населення розподілялося таким чином: 4,3 % — особи молодші 18 років, 56,6 % — особи у віці 18—64 років, 39,1 % — особи у віці 65 років та старші. Медіана віку мешканця становила 52,3 року. На 100 осіб жіночої статі у селищі припадало 91,7 чоловіків;  на 100 жінок у віці від 18 років та старших — 83,3 чоловіків також старших 18 років.
Середній дохід на одне домашнє господарство  становив 27 660 доларів США (медіана — 25 000), а середній дохід на одну сім'ю — 31 443 долари (медіана — 31 250). За межею бідності перебувало 31,8 % осіб, у тому числі 100,0 % дітей у віці до 18 років та 0,0 % осіб у віці 65 років та старших.
Цивільне працевлаштоване населення становило 4 особи. Основні галузі зайнятості: виробництво — 50,0 %, оптова торгівля — 25,0 %, сільське господарство, лісництво, риболовля — 25,0 %.